# Kobayashi aikido
Kokusai Aikidō Kenshūkai Kobayashi Hirokazu Ha (jap.: 国際合気道研修会小林裕和派), škola japanske borilačke vještine aikido. 

## Odlika škole
Osnivač škole je Hirokazu Kobayashi. Postoji nekoliko razlika između Kobayashi stila i ostalih škola aikida poput Aikikaija. Najupečatljivije razlike su u su Suwari Waza (sjedeće tehnike) i meguri principima. Postoje značajne razlike u različitim tehnikama Tachi Waza, kao i u korištenju oružja.
Ova škola aikida je usredočena na nekoliko europskih država kao što su Francuska, Njemačka, Italija, Portugal i Poljska, koje čine jezgro Kobayashoijeve neovisne škole. Budući da se Kobayashi za života nije zanimao za izgradnju struktura svoje škole, njegovi europski učenici su organizirani u različitim udrugama.

## Vanjske poveznice
- School of André Cognard